# Бруно Кампос
Бруно Кампос (на английски: Bruno Campos) (роден на 3 декември 1973 г.) е американски актьор от бразилски произход.  Известен е с ролята си на д-р Куентин Коста в „Клъцни/Срежи“ и като гласа на принц Навийн в анимационния филм „Принцесата и жабокът“.